# Graffizoon lobatum
Graffizoon lobatum is een soort in de taxonomische indeling van de platwormen (Platyhelminthes). De worm is tweeslachtig en kan zowel mannelijke als vrouwelijke geslachtscellen produceren. De soort leeft in zeer vochtige omstandigheden. 
De platworm komt uit het geslacht Graffizoon. Graffizoon lobatum werd in 1928 beschreven door Heath.